# ميتسوبيشي أوتلاندر
ميتسوبيشي أوتلاندر، هي سيارة كروس أوفر صنعت في اليابان بواسطة شركة ميتسوبيشي موتورز اليابانية للسيارات. عند بداية التصنيع في عام 2001، عرفت باسم ميتسوبيشي أيرتريك في اليابان، حيث أنها كانت تعتمد على تصميم سيارة ميتسوبيشي أسكس، التي عرضت في معرض أمريكا الشمالية الدولي للسيارات لعام 2001. تم بيعها في سلسلة وكلاء ميتسوبيشي اليابانية تحت اسم سيارة كار بلازا. تمثل سيارة أسكس نهج ميتسوبيشي في اتجاه سيارات الدفع الرباعي الكروس أوفر الواسع في الصناعة للحفاظ على قدرات جميع النماذج والسير في الطرق الصعبة مثل الأراضي المرتفعة والمنخفضة فهي تحتاج إلى الدفع الرباعي، مع استمرار تقديم مستويات انبعاثات في الاقتصاد والحجم.
اختار اسم أيرتريك ليكون وصف على قدرة السيارة على نقل الركاب في رحلات مليئة بالمغامرات بطريقة تجعلها حره كالطيور، تمت صياغتها لتتناسب مع الأماكن المليئة بالهواء مثل أماكن الرحلات.
في عام 2006، أصدر الجيل الثاني من السيارة، واحتلت جميع الأسواق بما فيهم اليابان تحت اسم سيارة أوتلاندر، مع استمرار إنتاج الطراز الأول بالتوازي.
بنى الطراز الثاني على منصة جي إس الخاصة بشركة ميتسوبيشي موتورز اليابانية، واستخدمت محركات مختلفة طورتها ميتسوبيشي و فولكس فاجن وبيجو سيتروين بي إس إيه. سيارة سيتروين سي كروسر و بيجو 4007، اللذان صمما من قبل بي إس أيه بواسطة ميتسوبيشي اليابانية، هي نسخ مصممة تشير إلى إنتاج الجيل الثاني من ميتسوبيشي أوتلاندر.
في أكتوبر عام 2016، حققت سيارة أوتلاندر مبيعات تعادل 1.5 مليون سيارة، بعد 15 عام من إطلاقها في السوق.
في يناير عام 2013، أطلقت ميتسوبيشي نموذج هجينا يحتوي على مكونات إضافية تسمى أوتلاندر بي إتش إيه إف، وهي جزء من مجموعة الجيل الثالث.
في مايو عام 2020، تجاوزت المبيعات العالمية 270,000 سيارة.
وفقا لديناميكيات جاتو وهي المورد العالمي لذكاء الأعمال في مجال السيارات، فإن سيارة أوتلاندر بي إتش إيه إف هي أفضل سيارة هجينة مع حيث المبيعات في العالم منذ ديسمبر عام 2018.
تعتبر أوروبا هي السوق الرائد لسيارات أوتلاندر، حيث تم بيع أكثر من 126,000 سيارة حتى يناير عام 2019، وأدرجت السيارة الهجينة ذات المكونات الإضافية كأفضل سيارة هجينة مبيعا في أوروبا لمدة خمس سنوات متتالية، من عام 2015 إلى عام 2019.

## الجيل الأول عام 2001 (زد إف، زد إيه، سي يو)

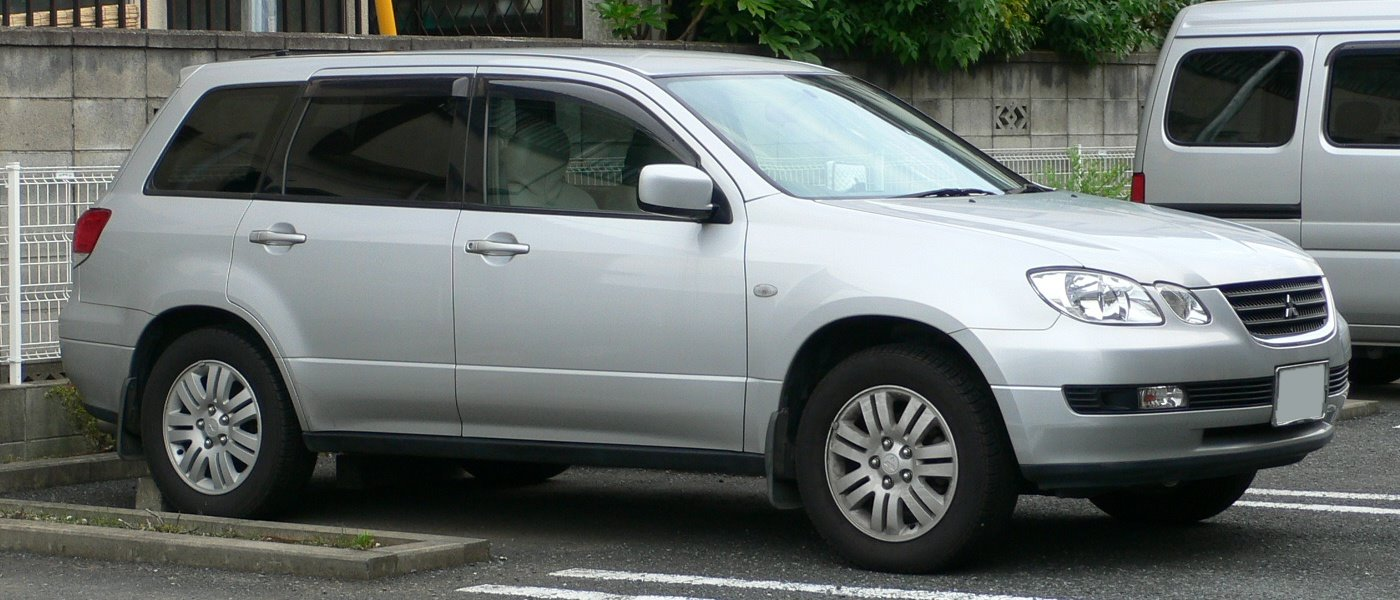
سيارة أير تريك طراز 2001 (جيه دي إم)

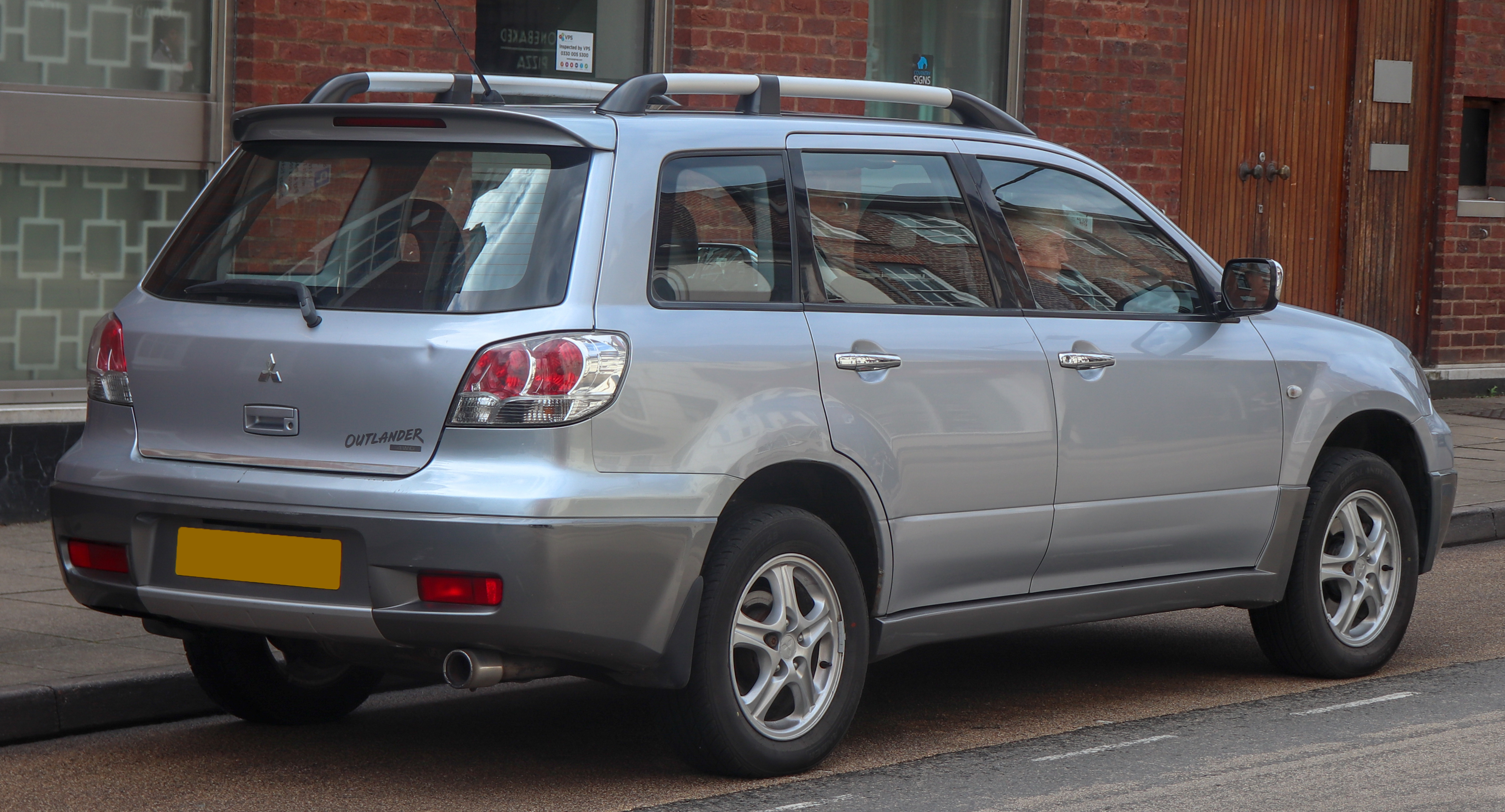
سيارة ميتسوبيشي أوتلاندر سبورت طراز 2003

في 20 يونيو عام 2001، عرضت سيارة أيرتريك لأول مرة في السوق الياباني، بسعر يتراوح من 1.7 إلى 2.3 مليون ين.
عرضت الشركة خيار لمحرك السيارة الذي يتم استخدامه اما محرك ميتسوبيشي سيريوس 126 أو محرك ميتسوبيشي سيريوس 139، بتزاوج مع حركة أتوماتيكية قياسية لنظام التحكم الإلكتروني الذكي انفيكسس ذات الدفع الرباعي.
حيث كان كل من الدفع بالعجلات الأمامية والدفع الرباعي متاحين. يستخدم إصدار الدفع الرباعي فروقا مفتوحة للمحاور الأمامية والخلفية، مع وحدة اقتران لزجة للتفاضل المركزي.
في عام 2002، قدمت الشركة نموذج عالي الأداء يسمى توربيني أر، واستخدمت نسخة مفككة من محرك ميتسوبيشي سيريوس لانسر. أنتج المحرك 240 حصان و 343 نيوتن متر. قل إنتاج إصدار أوتلاندر إلى 202 حصان و 303 نيوتن متر. أتاحت عودة المحركات ذات الأربع أسطوانات التي يقل حجمها عن 2.0 لتر للمشترين اليابانيين سيارة كانت متوافقة مع اللوائح اليابانية المتعلقة بالأبعاد الخارجية وإزاحة المحرك، ومع ذلك فإن الأبعاد الخارجية تتجاوز اللوائح اليابانية الخاصة بالتسمية المدمجة.
في عام 2003، وصلت أوتلاندر إلى أمريكا الشمالية، لتحل محل ميتسوبيشي مونتيرو سبورت، مع شبكة أمامية ومصابيح أمامية معدلة زادت الطول الإجمالي بحوالي 130 ملم، وبعد ذلك تم تصنيع الطرازين بالتوازي. وشاركت السيارة منصتها مع سيارة ميتسوبيشي جرانديس، التي قدمت في عام 2003. قدمت نسخة من محرك جي64 4، في حين أن محرك جي69 2.4 لتر SOHC MIVEC I4 ينتج 120 كيلو واط و 220 نيوتن متر، وظهر محرك جي63 تي4 المزود بشاحن توربيني في عام 2004. وجميعهم لديهم خيار الدفع بالعجلات الأمامية أو الرباعية.
عرفت السيارة في العديد من أسواق أمريكا الجنوبية، باسم مونتيرو أوتلاندر، للاستفادة من الشراكة مع ميتسوبيشي مونتيرو سبورت القوية البيع.

## الجيل الثاني عام 2006 (زد إتش، سي دبليو، زد جي)
في 17 أكتوبر عام 2006 ، أطلقت ميتسوبيشي طراز الجيل الثاني، وأسقطت طراز أيرتريك في اليابان لصالح تبني الاسم العالمي. يتميز الجيل الثاني بمحرك ميفك جديد دي أو إتش سي 2.4 لتر ذو 16 صماما، وناقل حركة انفسس3 متغير باستمرار، ونظام أيه دبليو سي من ميتسوبيشي الذي يتميز بالدفع الرباعي المتحكم فيه إلكترونيا والتحكم في الثبات، على منصة ميتسوبيشي جي إس ممتدة. عرض إصدار أمريكا الشمالية، المدعوم من 6B31 3.0 L V6 SOHC MIVEC والمصمم حديثا في أبريل 2006 في معرض نيويورك للسيارات قبل إطلاقه في أكتوبر من نفس العام.
نظرا لتوفر محرك في 6، عادت ميتسوبيشي لتقديم نسخة أقصر من هذه السيارة وأعادت تقديم نسخة ميتسوبيشي أر في أر في 17 فبراير 2010. استخدام محرك رباعي الأسطوانات أقل من 2.0 لتر يوفر للمشترين اليابانيين سيارة تتوافق مع اللوائح اليابانية المتعلقة بالأبعاد الخارجية وإزاحة المحرك، و لها مزايا ضريبية، تمنح المشترين القدرة على شراء سيارة قادرة على استيعاب سبعة أشخاص دون دفع الغرامة الضريبية لمحرك أكبر.
.

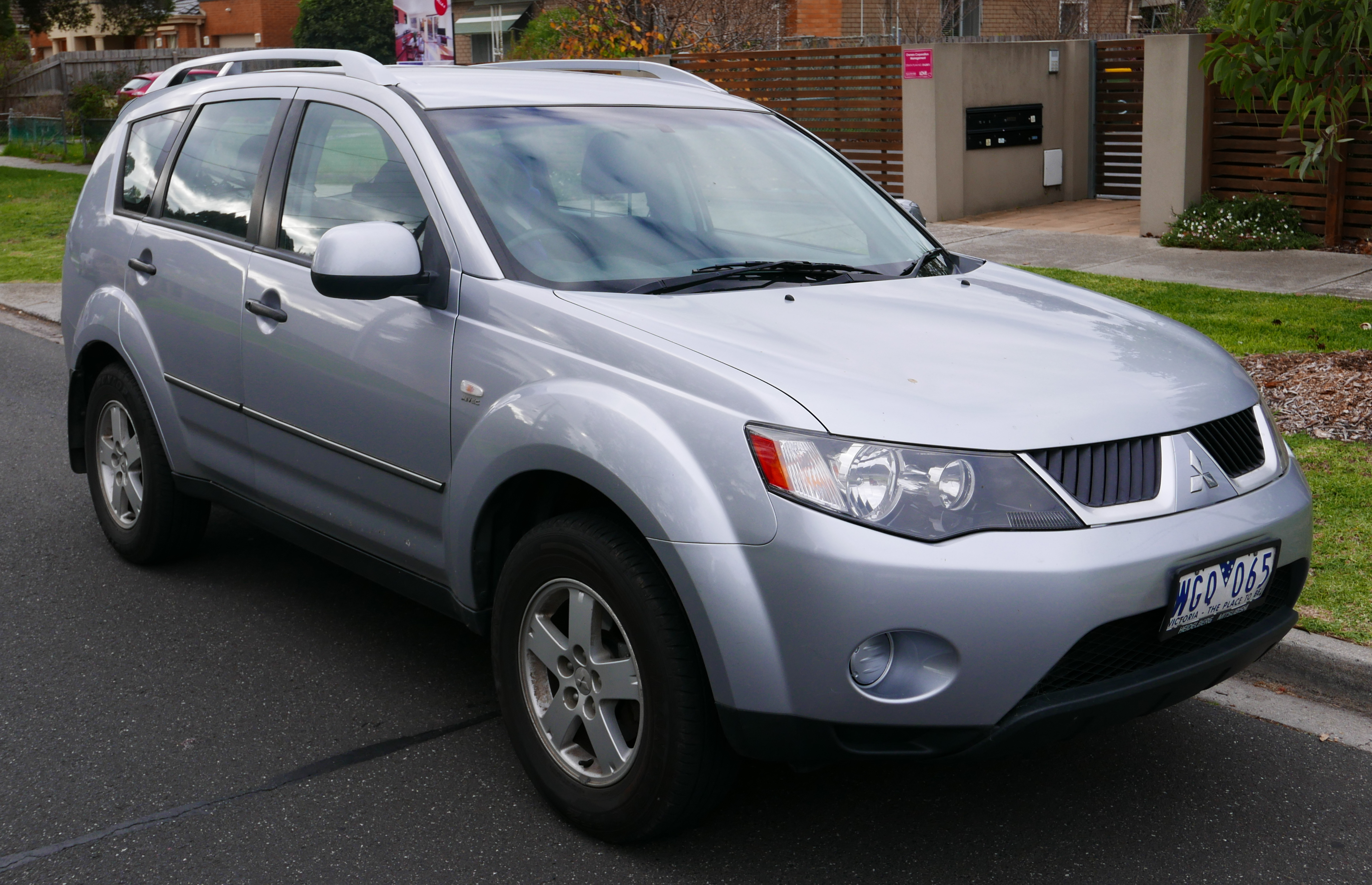
ميتسوبيشي أوتلاندر إل إس، أستراليا.
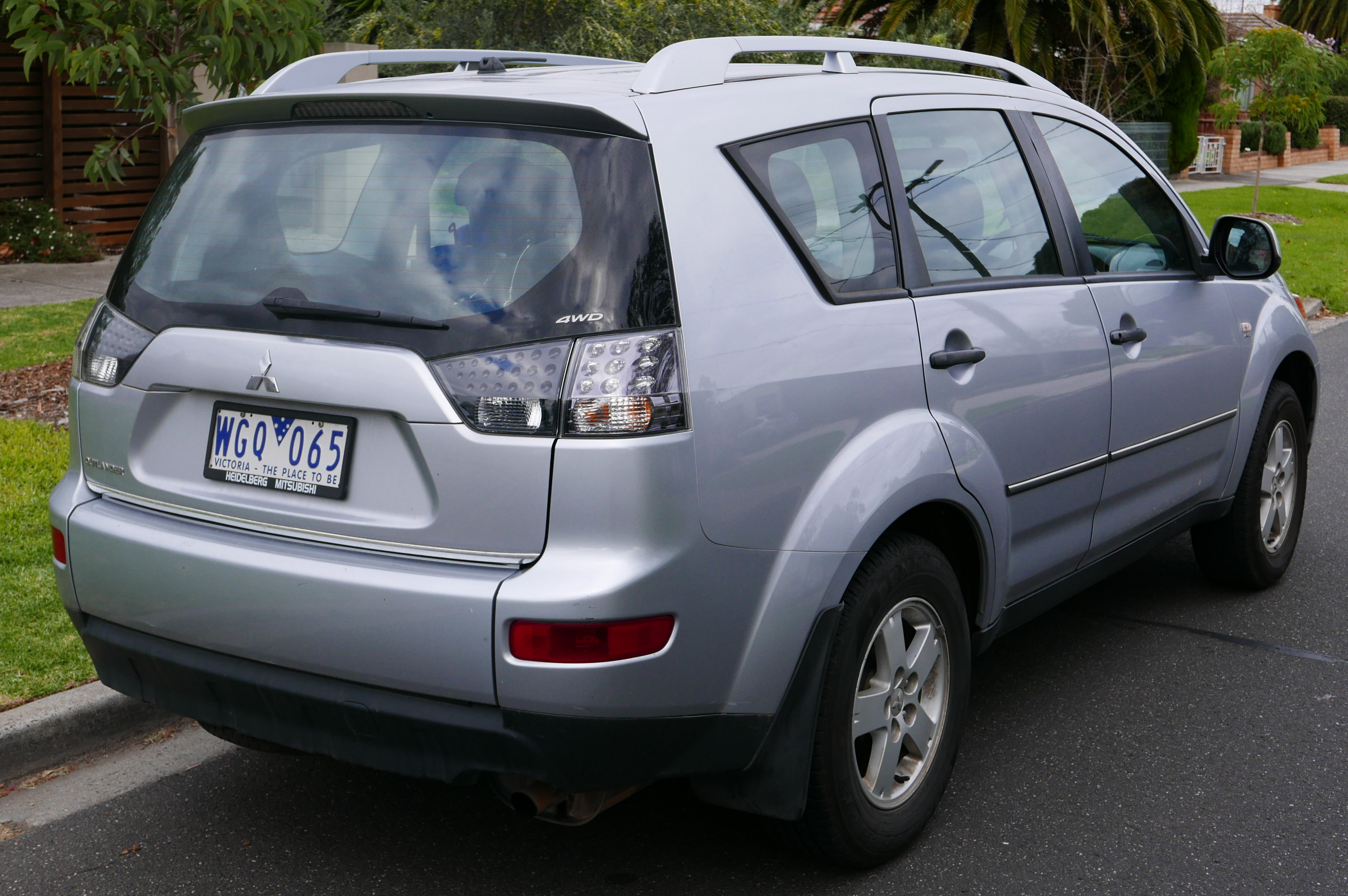
ميتسوبيشي أوتلاندر إل إس، أستراليا.
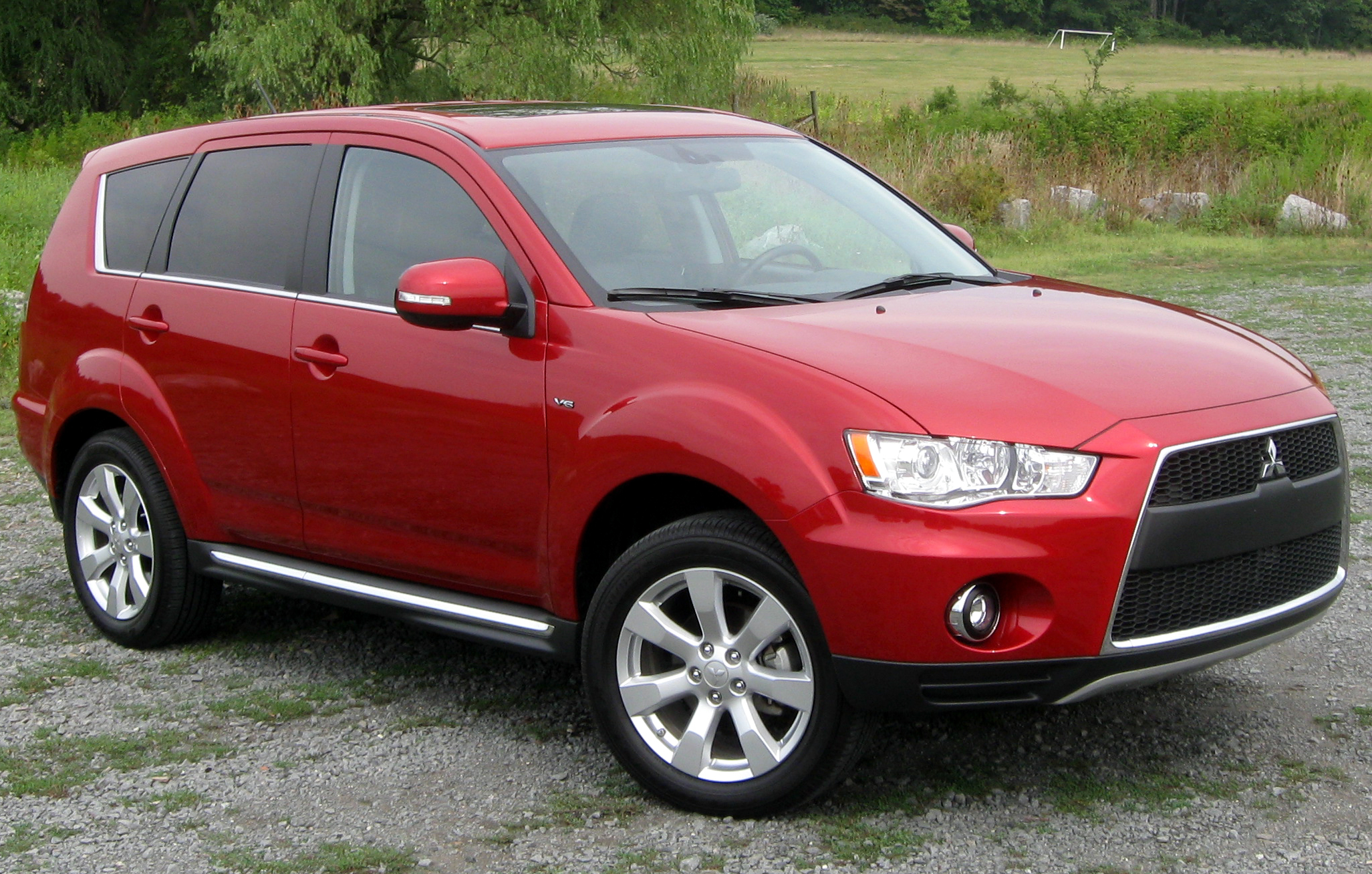
ميتسوبيشي أوتلاندر جي تي، الولايات المتحدة الأمريكية.
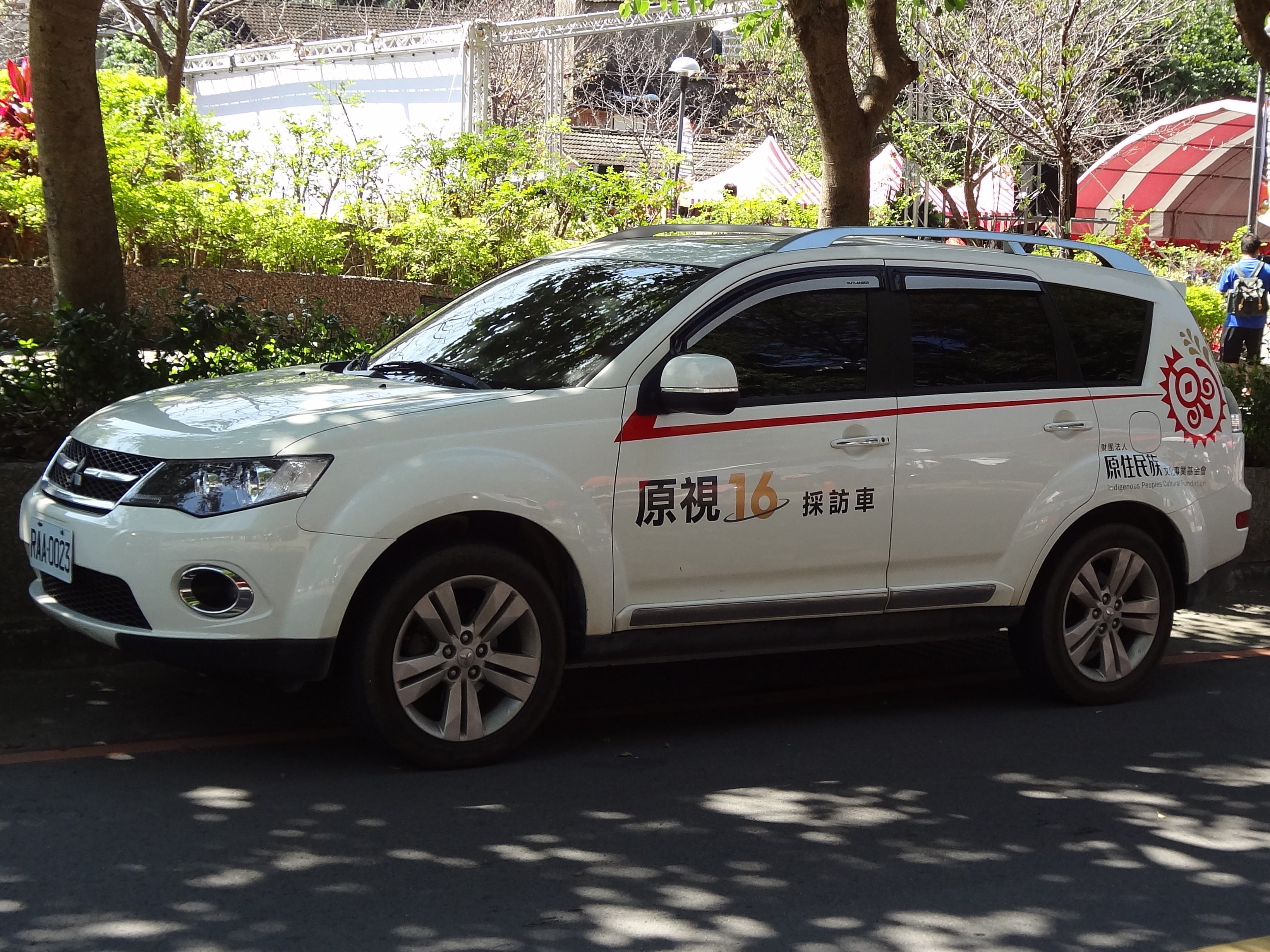
ميتسوبيشي أوتلاندر، لسوق تايوان فقط.
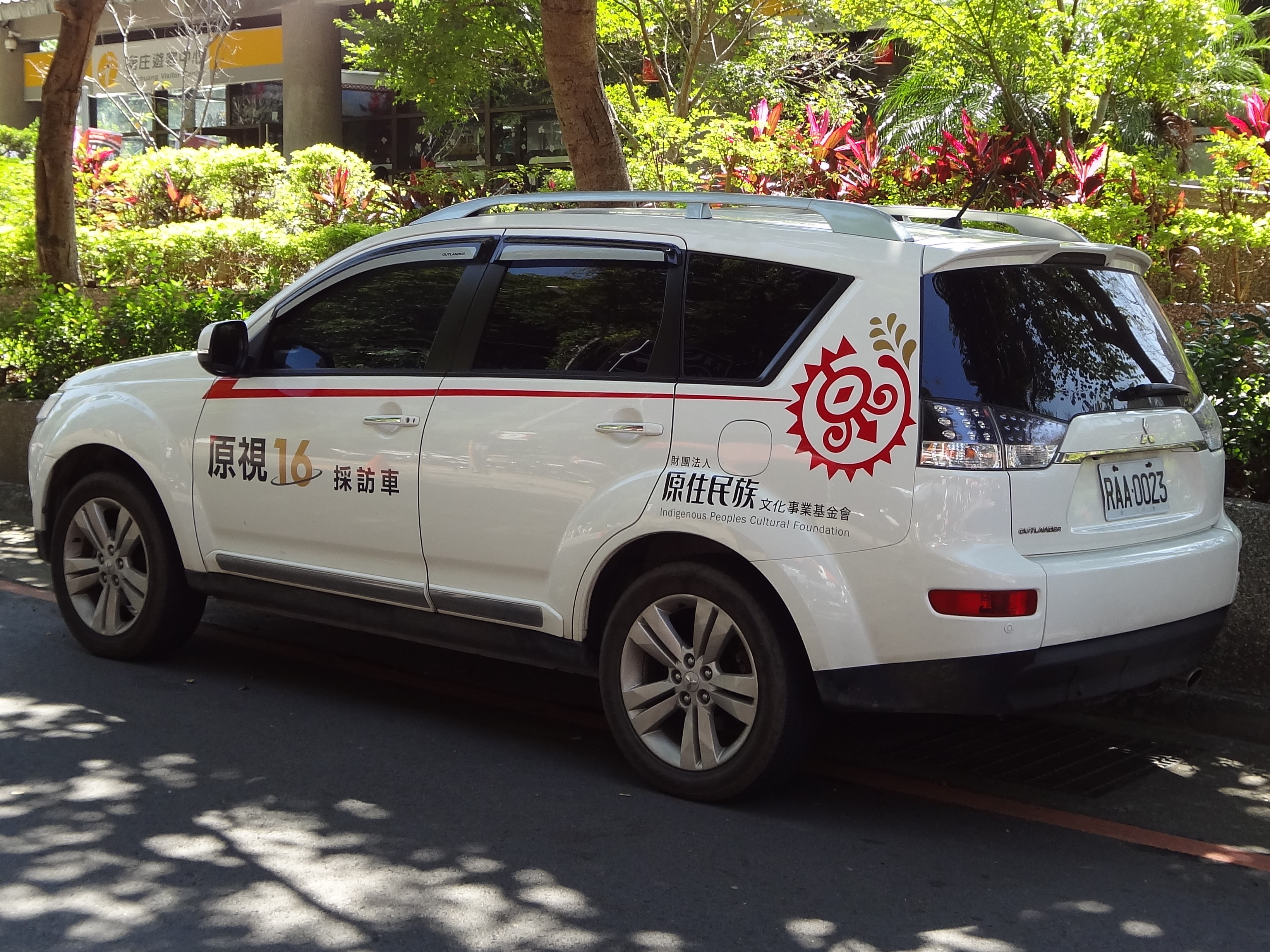
ميتسوبيشي أوتلاندر، لسوق تايوان فقط.
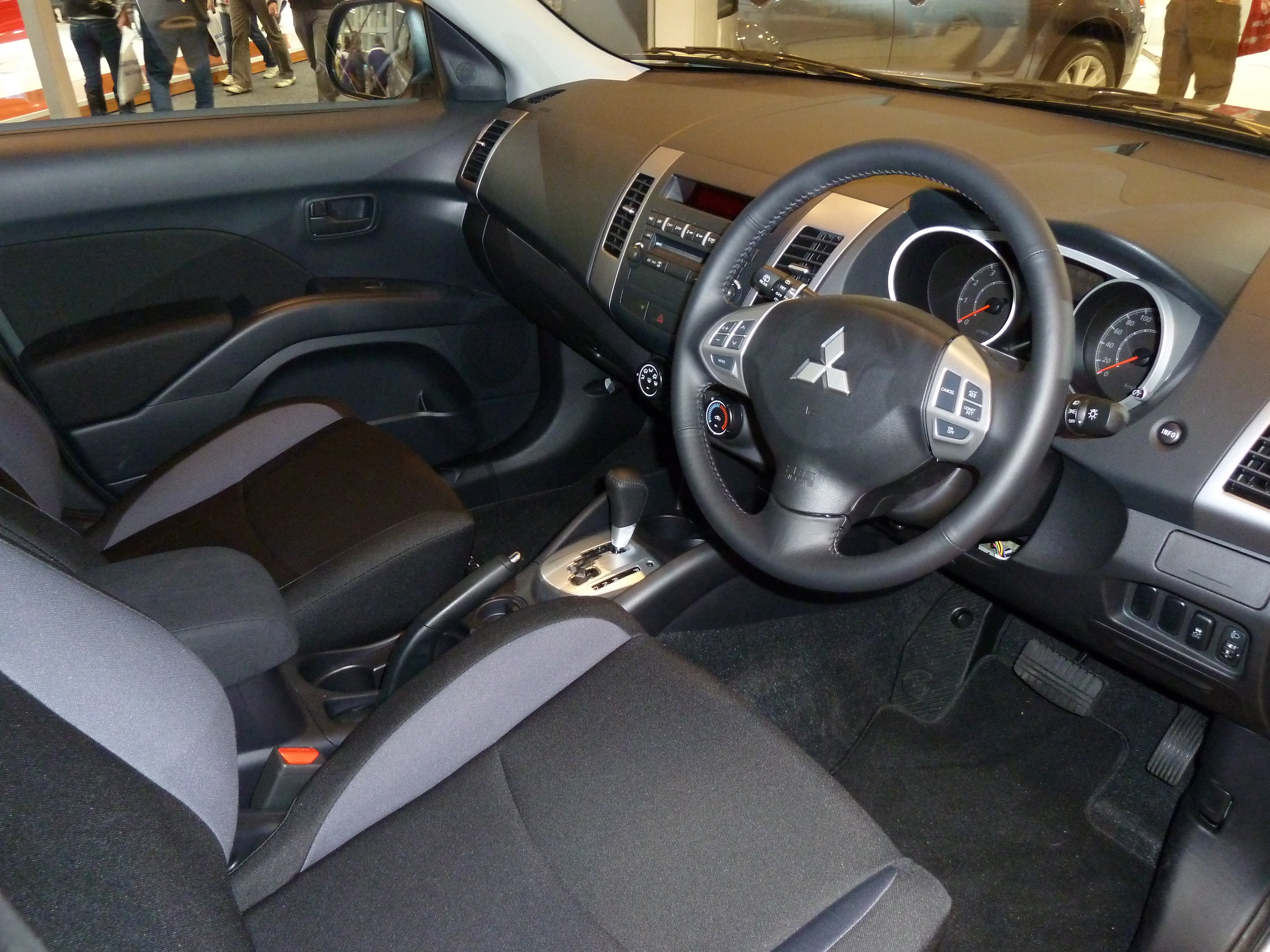
ميتسوبيشي أوتلاندر من الداخل

## المبيعات
| توزيع مبيعات ميتسوبيشي أوتلاند في الفترة ما بين 2013 - 2015 | توزيع مبيعات ميتسوبيشي أوتلاند في الفترة ما بين 2013 - 2015 | توزيع مبيعات ميتسوبيشي أوتلاند في الفترة ما بين 2013 - 2015 | توزيع مبيعات ميتسوبيشي أوتلاند في الفترة ما بين 2013 - 2015 | توزيع مبيعات ميتسوبيشي أوتلاند في الفترة ما بين 2013 - 2015 |
| البلد                                                       | التراكمي 2013-15                                            | 2015                                                        | 2014                                                        | 2013                                                        |
| ----------------------------------------------------------- | ----------------------------------------------------------- | ----------------------------------------------------------- | ----------------------------------------------------------- | ----------------------------------------------------------- |
| اليابان                                                     | 30,668                                                      | 10,996                                                      | 10,064                                                      | 9,608                                                       |
| هولندا                                                      | 24,506                                                      | 8,781                                                       | 7,686                                                       | 8,039                                                       |
| UK                                                          | 17,045                                                      | 11,681                                                      | 5,364                                                       |                                                             |
| السويد                                                      | 5,687                                                       | 3,302                                                       | 2,289                                                       | 96                                                          |
| النرويج                                                     | 4,360                                                       | 2,875                                                       | 1,485                                                       |                                                             |
| ألمانيا                                                     | 3,188                                                       | 2,128                                                       | 1,060                                                       |                                                             |
| فرنسا                                                       | 1,727                                                       | 907                                                         | 820                                                         |                                                             |
| أستراليا                                                    | 1,483                                                       | 588(1)                                                      | 895                                                         |                                                             |
| سويسرا                                                      | 730                                                         | 290                                                         | 440                                                         |                                                             |
| إسبانيا                                                     | 598                                                         | 389                                                         | 209                                                         |                                                             |
| بلجيكا                                                      | 352                                                         | 191                                                         | 160                                                         | 1                                                           |
| نيوزيلندا                                                   | 336                                                         | 139                                                         | 197                                                         |                                                             |
| البرتغال                                                    | 261                                                         | 229                                                         | 32                                                          |                                                             |
| فنلندا                                                      | 248                                                         | 102                                                         | 146                                                         |                                                             |
| إيطاليا                                                     | 209                                                         | 142                                                         | 67                                                          |                                                             |
|                                                             |                                                             |                                                             |                                                             |                                                             |
| أوروبا                                                      | 59,264                                                      | 31,214                                                      | 19,853                                                      | 8,197                                                       |
| المبيعات العالمية                                           | 91,341                                                      | 42,400                                                      | 31,136                                                      | 17,805                                                      |
| ملاحظات: (1) مبيعات إستراليا حتى سبتمبر 2015.               |                                                             |                                                             |                                                             |                                                             |

## الإنتاج والمبيعات
تجاوزت مبيعات سيارة جلوبال أوتلاندر حاجز 1.5 مليون سيارة في أكتوبر 2016، أي بعد 15 عاما فقط من إطلاقها في السوق.
| عام              | الإنتاج    | الإنتاج    | المبيعات                     | المبيعات           | المبيعات                     | المبيعات           | الإجمالي (عام)    | الإجمالي (عام)    |
| عام              | اير تريك   | أوتلاندر   | اير تريك (في السوق الياباني) | اير تريك (للتصدير) | أوتلاندر (في السوق الياباني) | أوتلاندر (للتصدير) | صنعت              | بيعت              |
| ---------------- | ---------- | ---------- | ---------------------------- | ------------------ | ---------------------------- | ------------------ | ----------------- | ----------------- |
| 2001             | 21,245     | -          | 19,160                       | 601                | -                            | -                  | 21,245            | 19,761            |
| 2002             | 68,431     | -          | 14,132                       | 45,845             | -                            | -                  | 68,431            | 59,977            |
| 2003             | 77,331     | 60,512+    | 7,427                        | 7,917              | غير معروف                    | 60,512             | 137,843+          | 75,856+           |
| 2004             | 60,817     | 56,997+    | 3,198                        | 320                | غير معروف                    | 56,997             | 117,814+          | 60,515+           |
| 2005             | 49,596     | 21,173     | 1,030                        | 302                | 18,919                       | 48,822             | 70,769            | 69,073            |
| 2006             | 31,326     | 81,883     | 10                           | 248                | 16,734                       | 91,693             | 113,209           | 108,685           |
| 2007             | 10,857+    | 170,084    | غير معروف                    | غير معروف          | 11,194                       | 157,292            | 180,941+          | 168486+           |
| 2008             | 5,714+     | 129,383    | غير معروف                    | غير معروف          | 6,531                        | 115,849            | 135,097+          | 122,380+          |
| 2009             | -          | 98,718     | -                            | -                  | 7,638                        | 89,919             | 98,718            | 97,557            |
| 2010             | -          | 124,345    | -                            | -                  | 6,852                        | 116,672            | 124,345           | 123,524           |
| 2011             | -          | 96,261     | -                            | -                  | 4,249                        | 93,828             | 96,261            | 98,077            |
| 2012             | -          | 105,995    | -                            | -                  | 8,439                        | 95,305             | 105,995           | 103,744           |
| 2013             | -          | غير معروف  | -                            | -                  | 9,608+                       | 8,197+             | غير معروف         | 17,805+           |
| 2014             | -          | غير معروف  | -                            | -                  | 10,064+                      | 21,072+            | غير معروف         | 31,136+           |
| 2015             | -          | غير معروف  | -                            | -                  | غير معروف                    | غير معروف          | غير معروف         | غير معروف         |
| الإجمالي (منفصل) | 264,500+   | 1,000,599+ | 44,957+                      | 55,233+            | 93,376+                      | 956,158+           | 1,382,608+        | 1,149,724+        |
| الإجمالي         | 1,382,608+ | 1,382,608+ | 1,149,724+                   | 1,149,724+         | 1,149,724+                   | 1,149,724+         | 232,884+ (لم تبع) | 232,884+ (لم تبع) |

(المصادر: Facts & Figures 2005, Facts & Figures 2009, Facts & Figures 2013 نسخة محفوظة 1 ديسمبر 2020 على موقع واي باك مشين., Mitsubishi Motors website)

## وصلات خارجية
لم يتم العثور على روابط لمواقع التواصل الاجتماعي.

- الموقع الرسمي.
- الموقع الرسمي لميتسوبيشي أوتلاندر- باللغة اليابانية.

يوتيوب
- ميتسوبيشي أوتلاندر 2021
- ميتسوبيشي أوتلاندر 2022
- ميتسوبيشي أوتلاندر 2020
- ميتسوبيشي أوتلاندر 2018
- ميتسوبيشي أوتلاندر 2017.
- ميتسوبيشي أوتلاندر 2016.
- ميتسوبيشي أوتلاندر 2012.